# Dean Pullar
Dean Lester Pullar (* 11. Mai 1973 in Melbourne) ist ein ehemaliger australischer Wasserspringer. Er sprang im Kunstspringen vom 1-m- und 3-m-Brett und im 3-m-Synchronspringen. Zu seinen größten Erfolgen gehören der Gewinn einer Bronzemedaille bei Olympischen Spielen und Weltmeisterschaften.
Pullar gewann bei der Weltmeisterschaft 1998 in Perth zusammen mit Shannon Roy Bronze im 3-m-Synchronspringen. Im gleichen Jahr war er auch bei den Commonwealth Games in Kuala Lumpur mit Silber vom 1-m- und 3-m-Brett erfolgreich. Im Jahr 1999 nahm Pullar an der Sommer-Universiade teil, er war Fahnenträger des australischen Teams und gewann vom 3-m-Brett Bronze. Ein Jahr später nahm er an den Olympischen Spielen in Sydney teil, nachdem er die vorangegangenen Spiele verletzungsbedingt verpasst hatte. Im Kunstspringen vom 3-m-Brett wurde er Sechster, im 3-m-Synchronspringen konnte er mit Robert Newbery die Bronzemedaille erringen.